# PQFP
PQFP（全稱為plastic quad flat pack）是積體電路的一種封裝（Package）方式，一般來說現在多已更低型化的TQFP封裝法來取代PQFP封裝法。此外PQFP封裝因為接腳（也稱：引腳）只繞行於封裝的四邊週長，使接腳數難以再擴增，一般最高只到208-pin、216-pin左右，就必須考慮換用其他型態的封裝法（如BGA封裝），雖然部分日本業者能運用更精密的工藝技術製做出高於此接腳數目的PQFP封裝，但封裝成本卻比過往高出許多，因此也不普遍使用。
PQFP封裝的厚度約在2.0mm（公釐）至3.8mm左右。

## 相關參見
- PQFP packaging information from Integrated Silicon Solution, Inc.（PDF）（英文）
- PQFP packaging from LSI Logic（英文）